# Rostkovia tristanensis
Rostkovia tristanensis är en tågväxtart som beskrevs av Erling Christophersen. Rostkovia tristanensis ingår i släktet Rostkovia och familjen tågväxter. IUCN kategoriserar arten globalt som otillräckligt studerad. Inga underarter finns listade i Catalogue of Life.